# Sabaneta, Santiago Tuxtla
Sabaneta är en ort i Mexiko.   Den ligger i kommunen Santiago Tuxtla och delstaten Veracruz, i den sydöstra delen av landet, 400 km öster om huvudstaden Mexico City. Sabaneta ligger 14 meter över havet och antalet invånare är 116.
Terrängen runt Sabaneta är platt, och sluttar västerut. Runt Sabaneta är det ganska tätbefolkat, med 70 invånare per kvadratkilometer. Närmaste större samhälle är Santiago Tuxtla, 19,9 km nordost om Sabaneta. Omgivningarna runt Sabaneta är en mosaik av jordbruksmark och naturlig växtlighet.